# Карабаи
Карабаи — деревня в составе Краснокамского городского округа в Пермском крае России.

## История
До 2018 года входила в Майское сельское поселение Краснокамского района. После упразднения обоих муниципальных образований вошла в состав образованного муниципального образования Краснокамского городского округа.

## География
Деревня расположена на расстоянии примерно 5 километров на запад от города Краснокамск у автомобильной дороги Краснокамск-Майский.

## Климат
Климат — умеренно континентальный. Наиболее тёплым месяцем является июль, средняя месячная температура которого 17,4—18,2 °C, а самым холодным январь со среднемесячной температурой −15,3…−14,7 °C. Продолжительность безморозного периода 110 дней. Снежный покров удерживается 170—180 дней.

## Население
Постоянное население составляло 213 человек в 2002 году, 228 человек в 2010 году.
Национальный состав
Согласно результатам переписи 2002 года, в национальной структуре населения русские составляли 67 %